# 锡赫雷斯
锡赫雷斯（西班牙語：Sigeres）是西班牙卡斯蒂利亚-莱昂阿维拉省的一个市镇。总面积14平方公里，总人口76人（2001年），人口密度5人/平方公里。